# 265. Infanterie-Division (Wehrmacht)
La 265. Infanterie-Division fu una divisione dell'esercito tedesco attiva durante la seconda guerra mondiale che venne creata nel 1943 e fu schierata lungo il Fronte Occidentale dove fu distrutta nel 1945.

## Storia
La divisione fu istituita il 20 maggio 1943 nell'area di addestramento militare di Bergen e alla fine di luglio fu trasferita in Bretagna, nella zona di Lorient per compiti di protezione costiera. Dopo lo sbarco in Normandia, il grosso della divisione rimase intrappolato a Saint-Nazaire, dove assunse la difesa della città. Il 2 ottobre 1944 la divisione fu ufficialmente sciolta e i suoi resti rimasero a combattere tra Lorient e Saint-Nazaire, finché non furono catturati dagli americani.

## Ordine di battaglia
- Grenadier-Regiment 894
- Grenadier-Regiment 895
- Grenadier-Regiment 896
- Artillerie-Regiment 265
- Pionier-Bataillon 265
- Divisions-Nachrichten-Abteilung 265
- Divisions-Nachschubtruppen 265[1]

## Comandanti
- Generalleutnant Walther Düvert (1º giugno 1943 - 27 luglio 1944)
- Generalleutnant Hans Junck (27 luglio 1944 - gennaio 1945)[1]